# دندان مار
دندان مار نام فیلمی ایرانی به نویسندگی و کارگردانی مسعود کیمیایی که در سال ۱۳۶۸ ساخته و اکران شد. دندان مار، پانزدهمین اثر سینمایی مسعود کیمیایی، محصول کادرفیلم به تهیه‌کنندگی رسمی مجید مدرسی (درج در تیتراژ و پوستر فیلم)  است.
فیلمنامه دندان مار بر اساس داستانی از احمد طالبی‌نژاد نوشته شده است. دندان مار مورد توجه و تحسین منتقدان قرار گرفت و با ورود به بخش مسابقه‌ی چهل و یکمین جشنواره بین‌المللی فیلم برلین در سال ۱۹۹۱، نامزد جایزه خرس طلایی شد. این فیلم موفق به دریافت تقدیر ویژه (Honourable Mention) از این جشنواره گشت.

## خلاصه داستان
رضا کارگر چاپ خانه، پس از فوت مادرش یادگاری‌های مادر و پلاک برادر گمشده اش را بر می‌دارد و در مسافرخانه‌ای ساکن می‌شود. هم اتاق او جوان جنوبی جنگ زده‌ای است به نام احمد. بین آن دو روابط صمیمانه‌ای برقرار می‌شود. روز بعد رضا در ساک دستی خود یادگاری‌های مادر را نمی‌بیند. به احمد مشکوک می‌شود، اما احمد او را متقاعد می‌سازد که ممکن است...

## بازیگران
اسامی بازیگران فیلم دندان مار به ترتیب نمایش در عنوان‌بندی پایانی فیلم  :
| شماره | نام بازیگر     | نقش         | شماره | بازیگر           | نقش            |
| ----- | -------------- | ----------- | ----- | ---------------- | -------------- |
| ۱     | فرامرز صدیقی   | رضا         | ۲۳    | مجید علیزاده     | آدم عبدل       |
| ۲     | گلچهره سجادیه  | زیور        | ۲۴    | حسن کمالی        | آدم عبدل       |
| ۳     | احمد نجفی      | احمد        | ۲۵    | محمدتقی حشمتی    | مرد همسایه     |
| ۴     | جلال مقدم      | آقا جلال    | ۲۶    | محمد جاهدی       | خریدار         |
| ۵     | فریبا کوثری    | فاطمه       | ۲۷    | مصطفی آقاجانزاده | دوست برادر رضا |
| ۶     | حسن رفیعی      | بابا        | ۲۸    | فرخ عاقبت‌بخیر    | دستفروش        |
| ۷     | نرسی گرگیا     | عبدل        | ۲۹    | اکبر جواهری      | دستفروش        |
| ۸     | سعید پیردوست   | جمال        | ۳۰    | مهدی قبادی       | مرد همسایه     |
| ۹     | محمدرضا خندان  | آتقی        | ۳۱    | امیر عامری‌‌شرامی  | دستفروش        |
| ۱۰    | نصرت‌الله کریمی | آقای لبخند  | ۳۲    | عسکر پیکاری      | دستفروش        |
| ۱۱    | محمد عبداللهی  | آقا کریم    | ۳۳    | حسن مطلبی        | شاگرد مهتر     |
| ۱۲    | عباس قاجار     | مهتر        | ۳۴    | محمد نظافتی      | دستفروش        |
| ۱۳    | محمدولی احمدلو | محمودخان    | ۳۵    | عباس نعمتی       | دستفروش        |
| ۱۴    | شاهد احمدلو    | عینی        | ۳۶    | داود جعفری       | بچه‌ها          |
| ۱۵    | سعید کریمی     | سعید        | ۳۷    | امیر مرایی       | بچه‌ها          |
| ۱۶    | سعید دلیری     | مرد همسایه  | ۳۸    | رضا مرایی        | بچه‌ها          |
| ۱۷    | کریم مرایی     | کریم        | ۳۹    | امیر امینی       | بچه‌ها          |
| ۱۸    | داوود عمادی    | مرد راه پله | ۴۰    | افشین اشعریون    | بچه‌ها          |
| ۱۹    | اعظم نجاتی     | ملیحه       | ۴۱    | شهرام اشعریون    | بچه‌ها          |
| ۲۰    | سیامک اشعریون  | دستفروش     | ۴۲    | امید اشعریون     | بچه‌ها          |
| ۲۱    | خسرو منصوری    | پامنقلی     | ۴۳    | علی قبادی        | بچه‌ها          |
| ۲۲    | شکرالله منصوری | پامنقلی     | ۴۴    | محمد قبادی       | بچه‌ها          |

فیلم دندان مار به سرپرستی خسرو خسروشاهی در استودیو ژورک دوبله و صداگذاری شد.

## نمایش فیلم
فیلم دندان مار برای بار نخست در هشتمین دوره جشنواره بین‌المللی فیلم فجر در بهمن ماه سال ۱۳۶۸ بطور محدود به نمایش درآمد و سرانجام پس از انتظار در صف نمایش، در تاریخ ۲۳ مهر سال ۱۳۶۹ به نمایش عموم درآمد. دندان مار با حضور بازیگران ناشناخته و نه چندان مطرحی توانست ۵۵۲ هزار تماشاگر را به سالن‌های سینما بکشاند و با رتبه ۳۷ جدول پرمخاطب‌ترین‌های سال ۱۳۶۹ را به دست آورد. فروش فیلم حدود ۶میلیون و پانصدهزار تومان بوده است.
امتیاز نمایش دندان مار در شبکه  ZDF آلمان، با قيمت ۱۸۰ هزار مارک فروخته شد.
دندان مار در دو نسخه اکران شد؛ نسخه ايراني با مميز کمی همراه بود و نسخه اي که خارج از ايران روي پرده رفت، مميزي نشد. در نسخه ایرانی بخشهایی از دیالوگهای نقش فاطمه (فريبا کوثری) به دلیل نشان دادن تلخی‌های اتفاق‌ها و رويدادهای آوارگان جنگ، حذف شد.

## تولید فیلم
تولید فیلم دندان مار با ۳۴ جلسه فیلمبرداری، با هزینه چهار ميليون و سيصد هزار تومان در مهرماه ۱۳۶۸ به اتمام رسیده است.

## جشنواره‌ها و جوایز[۸][۹]
- هشتمین دوره جشنواره بین‌المللی فیلم فجر در سال ۱۳۶۸

1. نامزد سیمرغ بلورین بهترین بازیگر نقش اول مرد برای فرامرز صدیقی

- نهمین دوره جشنواره بین‌المللی فیلم فجر در سال ۱۳۶۹

1. شرکت در بخش مسابقه مواد تبلیغاتی فیلم‌ها برای بهترین پوستر برای آیدین آغداشلو
2. شرکت در بخش مسابقه مواد تبلیغاتی فیلم‌ها برای بهترین آنونس فیلم ساخته مهدی رجاییان

- چهل و یکمین جشنواره بین‌المللی فیلم برلین در سال ۱۳۶۹ برابر با ۱۹۹۱ میلادی

1. نامزد جایزه خرس طلایی برلیناله
2. برنده تقدیر ویژه (Honourable Mention) از هیئت داوران برلیناله

- انتخاب بهترین فیلم اکران سال ۱۳۶۹ به انتخاب نویسندگان و منتقدان ماهنامه فیلم [۶]
- انتخاب رسمی برای نمایش در چهل و چهارمین جشنواره بین‌المللی فیلم لوکارنو سال ۱۹۹۱ (مرداد ۱۳۷۰)
- انتخاب رسمی در بخش مسابقه پانزدهمین جشنواره بین‌المللی فیلم مونترآل در سال ۱۹۹۱ (شهریور ۱۳۷۰)
- نامزد هوگوی طلایی (انتخاب رسمی بخش مسابقه) بیست و هفتمین جشنواره بین‌المللی فیلم شیکاگو در سال ۱۹۹۱ (مهر ۱۳۷۰)
- انتخاب رسمی در بخش مسابقه سی و پنجمین جشنواره فیلم لندن در سال ۱۹۹۱ (آبان ۱۳۷۰)
- نمایش در بخش Film Spectrum در هفتمین جشنواره بين المللي فيلم فلاندرز در خنت بلژیک در سال ۱۹۹۱ [۱۰]

## تحلیل و نظرها
به عقیده بسیاری از منتقدان و کارگردان‌ها، دندان مار بهترین ساخته مسعود کیمیایی با فاصله نسبت به دیگر فیلم‌های این دوره‌اش به جز سرب محسوب می‌شود. دندان مار یکی از تأثیرگذارترین تصویرهای اجتماعی‌گرایانه سینمای ایران در دهه شصت که به بهترین شکلی عناصر سبکی سینمای کیمیایی را متاثر از دوران خود باز آفرینی کرده‌است. دندان مار به خوبی تهران دهه ۶۰ را در زمان جنگ عراق و ایران روایت می‌کند. دندان مار حکایت آدم‌های جاهای دور و نزدیک است که در تهران زمان جنگ هر کدام دنبال کاشانه‌ای می‌گردند تا مگر در آن آرامشی پیدا کنند.